# Orde de Santa Cristina de Somport
L'Orde de Santa Cristina de Somport fou un orde de canonges regulars de tipus hospitaler vinculat a l'hospital de Santa Cristina de Somport. Constituït cap al començament del segle xii, desaparegué com a orde en 1607.

## Història
L'hospital de Somport (a Candanchú, terme municipal d'Aísa, Jacetània, Aragó) ja existia al segle xii, quan és citat al Codex Calixtinus, com Unum tribus mundi, "un dels tres del món", referint-se als tres grans hospitals de les vies de pelegrinatge: els de Jerusalem, el del coll del Gran Sant Bernat i aquest, a la Via Tolosana del Camí de Sant Jaume. Aquesta frase es convertí en el lema de la casa, inscrit a l'altar major de l'església. Un esment en un document de Sanç I d'Aragó i Pamplona de 1078 sembla ésser fals, per la qual cosa la menció més antiga conservada de l'establiment és la d'un diploma de Pere I d'Aragó, l'any 1100. L'hospital guardava com a relíquies la llengua de Santa Cristina de Tir, un os de Sant Joan Baptista i un Lignum Crucis.
Pot ser que l'hospital fos una fundació dels vescomtes de Bearn, i una tradició indica que fou Gastó IV de Bearn, per la ràpida difusió que l'orde de Santa Cristina tingué a les seves terres, però no se'n sap del cert. Els reis d'Aragó Pere I i Alfons I d'Aragó els atorgaren privilegis i drets sobre territoris seus.
Al començament va estar vinculat a l'Orde del Sant Sepulcre de Jerusalem, però en començar el segle xiii ja n'és autònom i es vincula a un orde hospitaler nascut al mateix hospital.

### Llegenda de la fundació
Una tradició explica que dos cavallers que feien el Camí de Sant Jaume van acordar de fer un refugi per a pelegrins a Somport, lloc perillós del camí on sovint morien molts d'ells, que ja hi arribaven en males condicions, i on, per la neu i els llops que hi havia, estaven desemparats. Mentre pensaven quin era el millor lloc per bastir-lo, veieren un colom blanc que portava al bec una creu d'or: va deixar-la caure i en el lloc on la creu caigué, començaren a fer l'església i, a la vora, l'hospital. Quan la notícia s'estengué, hi arribaren donacions i llegats dels sobirans d'Aragó i el Bearn, i el refugi previst es convertí en un gran hospital.
La llegenda, segurament, explica l'emblema de l'hospital: el colom blanc amb la creu daurada al bec.

### L'orde

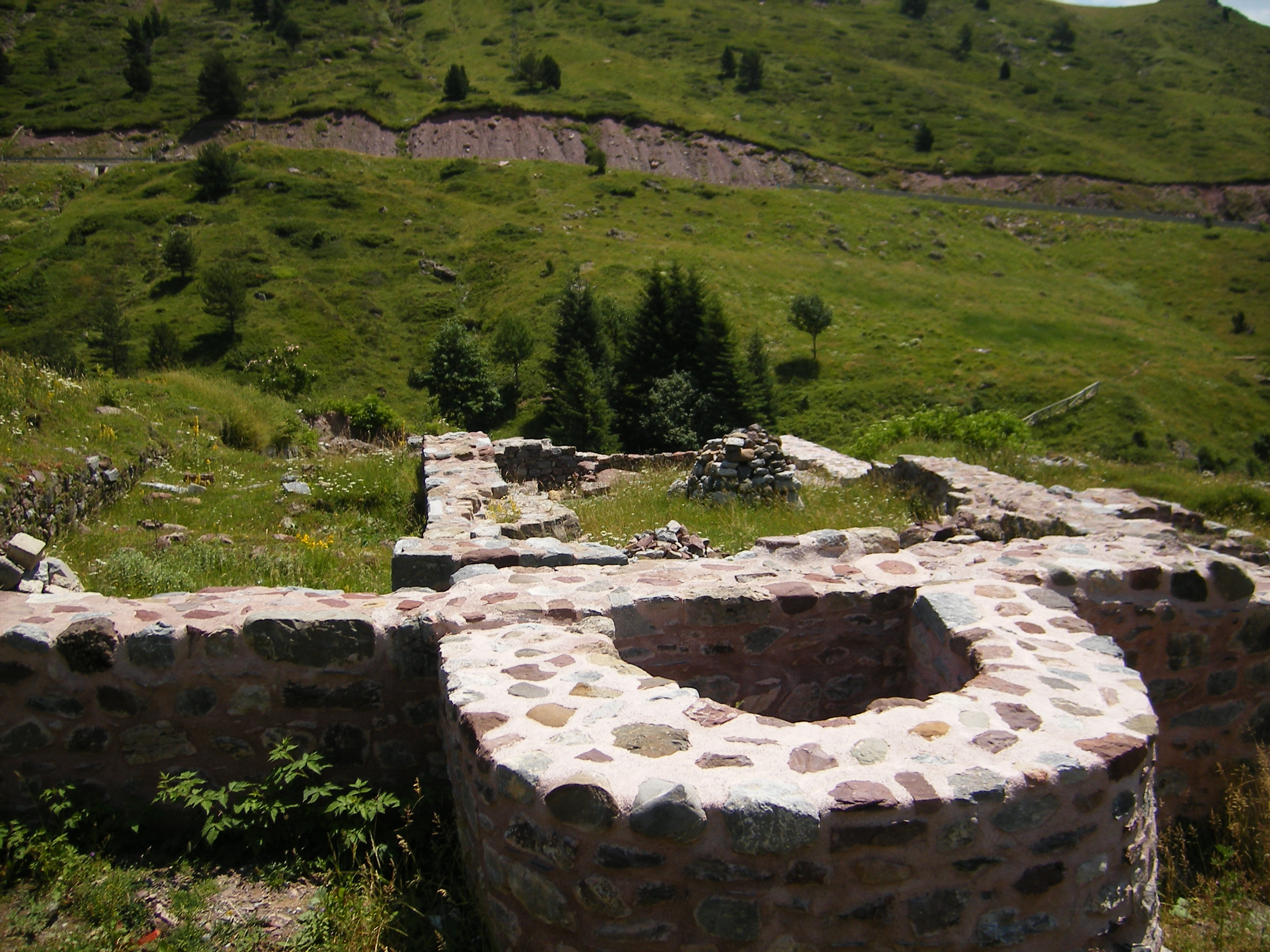
Ruïnes de l'hospital en l'actualitat

L'hospital estava a càrrec d'una comunitat de canonges regulars des de la seva fundació. L'organització, similar a la dels ordes militars hospitalers, ha fet que s'hagi confós i anomenat, sovint com a orde militar, on els cavallers tindrien al seu càrrec la vigilància dels camins i la protecció dels pelegrins. Ja al segle xiii, l'habitual als documents és parlar de l'Orde de Santa Cristina, presidida per un prior, el de l'hospital de Somport, sota el qual hi ha els comanadors dels hospitals i cases dependents, i els frares de cadascuna d'elles.
El primer prior conegut fou Guilhem de Lafita, d'origen gascó o bearnès, i entre 1107 i 1141, dels deu canonges de l'hospital, set són bearnesos. La riquesa ramadera del terreny fa que l'hospital tingui en aquest sector la seva font de riquesa i que la comunitat compti amb un maior vaccarum, o majoral de vaques. En 1127, Alfons I d'Aragó concedí a Santa Cristina terres al sud del regne, en 1131 els donà l'església de Bisimbre i en 1132 terres a Sòria, on continuaren expandint-se els frares.
Al segle xiii, l'hospital havia assolit una importància gran. Innocenci III proclamà a Perusa una butlla, el 4 de juny de 1216 on cita les comandes, viles i esglésies que hi pertanyen, incloent altres hospitals de França: Aubertin, Gabas (Laruntz), Mieihaget… L'orde fundà altres monestirs-hospitals, sovint amb l'advocació de Santa Cristina: a Aragó (Calataiud, Castejón de Valdejasa, Tarassona, Secotor a Sallent de Gállego), Navarra (Tudela, Roncesvalls), Castella (Sòria, abans de 1129, i Conca) i el Bearn (Peyranera, Urdós, Aubertin), que depenien del priorat de Santa Cristina. Tots ells donaven assitència i acolliment a malalts i pelegrins, serveis religiosos i canvi de moneda. Solien tenir un parell de sacerdots i cinc o sis germans llecs per atendre els malalts. A Aragó tenien, a més, el lloc d'Arañones i cases a Canfranc, Jaca, Bailo, Artieda, Tiermas i Saragossa.

### Declivi i extinció
El declivi començà cap al 1374, quan els priors començaren a residir lluny de l'hospital, deixant la comunitat de banda. Les guerres al sud de França provocaven que l'afluència de pelegrins baixés, i molts preferien, per escurçar el viatge, anar pel camí de Roncesvalls, deixant de banda Somport. Al segle xvi, la pèrdua de les terres del Bearn i les guerres de religió amb els hugonots va provocar que els monjos abandonessin l'hospital i s'establissin a la comunitat de Jaca.
Blasco de Vera, últim prior, morí en 1595 mentre anava a Madrid per exposar els problemes de la comunitat al rei Felip II d'Espanya. En 1596 el rei nomenà el dominic Jerónimo Xavierre com a visitador apostòlic, que s'encarregà de traslladar els membres de la comunitat a altres establiments: Montearagón, Artieda i Jaca, quedant la comunitat dissolta. L'hospital de Somport quedà a càrrec d'un capellà i un administrador civil.
El 4 de maig de 1607, Pau V autoritzava, a instància de Felip III d'Espanya, patró del monestir, la supressió del clergat regular, i el pas de l'hospital a l'Orde de Predicadors, amb els béns del convent, mentre que els béns priorals passaven a la Seu de Saragossa. Fins al 1613 no hi arribaren els dominics, el 7 de desembre, però en maig de 1614 abandonaren Somport i s'establiren a Jaca. A l'hospital només restaren dos frares per atendre els pocs pelegrins que hi arribaven; amb el temps, només hi vivia un seglar amb el càrrec d'"hospitaler". En 1706, un escamot de miquelets el cremà i quedà en ruïnes.